# Parafia Najświętszej Maryi Panny Różańcowej w Pabianicach
Parafia pw. Najświętszej Maryi Panny Różańcowej w Pabianicach – parafia rzymskokatolicka znajdująca się w archidiecezji łódzkiej w dekanacie pabianickim.  
Erygowana 1 stycznia 1906 roku przez bpa Stanisława Zdzitowieckiego. Kościół parafialny mieści się przy ulicy Zamkowej 39. Jest prowadzona przez Zgromadzenie Księży Misjonarzy.
Kościół parafialny został wybudowany w latach 1898–1908, w stylu neogotyckim, na planie krzyża łacińskiego.